# Tetrahidrometanopterina
La tetrahidrometanopterina (THMPT, H
4MPT) es una coenzima en el proceso de metanogénesis. Funciona como transportador del grupo C1 mientras se reduce a nivel de metilo, antes de ser transferido a la coenzima M.
La tetrahidrosarcinapterina (THSPT, H
4SPT) es una forma modificada de THMPT, en la cual hay un grupo glutamil enlazado al extremo 2-hidroxiglutárico.

## THMPT es la principal plataforma para transformaciones C1
El N-formilmetanofurano dona su grupo C1 al sitio N5 de la pterina para producir el formil-THMPT. El grupo formilo subsecuentemente se condensa intramolecularmente para producir metenil-THMPT+
, el cual luego es reducido a metileno-THMPT. El metileno-MPT subsecuentemente se convierte (utilizando coenzima F420 como fuente de electrones), a metil-THMPT, reacción catalizada por la metileno-THMPT reductasa dependiente de F420. El metil-THMPT funciona como donante de metilo a la coenzima M, una conversión mediada por la metil-THMPT:coenzima M metil-transferasa.

## Comparación con el ácido tetrahidrofólico
El THMP se encuentra relacionado con el mejor conocido ácido tetrahidrofólico (THFA, H
4FA). La diferencia más importante entre THMPT y THFA es que THFA posee un grupo aceptor de electrones en el anillo fenilo. Como resultado, el metenil-THMPT es más difícil de reducir que el metenil-THFA. La reducción la efectúa una hidrogenasa llamada "libre de grupos hierro azufre". Este abstruso nombre distingue entre esta hidrogenasa, aquella llamada hidrogenasa solo hierro, y de las hidrogenasas que contienen grupos Fe-S.